# Barrage de Yenice
Pour les articles homonymes, voir Yenice.
Le barrage de Yenice est un barrage de Turquie construit avec 1 790 000 m3 de terre sur le fleuve Sakarya sur la limite entre le district et la province d'Eskişehir et le district de Nallıhan de la province d'Ankara. Il est actuellement le plus grand jamais construit dans la région et permet d'alimenter un nombre important de résidents. Construit sur un modèle nouvelle génération, il ne se fie pas au flux de la rivière pour générer son électricité et n'est donc pas vulnérable ni dépendant des fluctuations de celle-ci ; il se fie plutôt à d'immenses turbines alimentées à la fois par le débit et la réserve pour assurer une production constante d'électricité. Le barrage doit son nom au village de Yenice (tr).
Le barrage de Yenice est ouvert au public tous les jours.

## Sources
- (en) www.dsi.gov.tr/tricold/yenice.htm Site de l'agence gouvernementale turque des travaux hydrauliques